# Londoner Konferenz (1838–1839)
1838 begann die Londoner Konferenz zwischen Belgien und den Niederlanden. Sie befasste sich neuerlich mit Folgen aus der belgischen Revolution und endete am 19. April 1839 mit der Unterzeichnung des Vertrags von London, auch (niederländisch) Verdrag der XXIV Artikelen oder (französisch) Traité des XXIV articles genannt.

## Vorgeschichte

Das Königreich der Vereinigten Niederlande im Jahre 1815. Hellgrün unterlegt ist das Großherzogtum Luxemburg vor der Teilung im Zuge der Belgischen Revolution.

Die Wurzeln der Londoner Konferenz von 1838–1839 liegen in der Belgischen Revolution von 1830, in deren Verlauf sich Belgien vom Vereinigten Königreich der Niederlande lossagte. Der Wiener Kongress (1815) hatte die südlichen (katholischen, französischsprachigen) Provinzen mit den nördlichen (protestantischen, niederländischsprachigen) Provinzen zum Königreich der Niederlande zusammengeschlossen. Die kulturellen, religiösen und wirtschaftlichen Gegensätze führten jedoch zu wachsender Unzufriedenheit, die in einer Revolution mündete.
Bereits 1830 kam es zur ersten Londoner Konferenz, auf der die Großmächte (Großbritannien, Frankreich, Russland, Preußen, Österreich) das Königreich Belgien als unabhängigen Staat de facto anerkannten. Die Niederlande akzeptierten dies jedoch zunächst nicht.
Der Deutsche Bund, ein loser Staatenbund deutscher Fürstentümer und Königreiche, hatte ein starkes Interesse an der territorialen Integrität seiner Mitgliedsstaaten – und dazu gehörte auch das Großherzogtum Luxemburg, das in einer Personalunion mit dem Königreich der Niederlande verbunden war. Nach der belgischen Revolution von 1830 besetzten belgische Truppen Teile Luxemburgs, worauf der Deutsche Bund eine militärische Bundesexekution beschloss. Bereits 1831 wurde eine bundesständische Besatzung unter preußischer Führung in den östlichen Teil Luxemburgs entsandt, um die Kontrolle zu sichern. Der Bund betrachtete Luxemburg als Teil des deutschen Kulturgebietes und widersetzte sich daher jeglicher vollständigen Abtretung an Belgien.

## Ausgangslage
Trotz der Anerkennung Belgiens durch die Großmächte 1831 weigerte sich König Wilhelm I. der Niederlande, die vollständige Unabhängigkeit Belgiens anzuerkennen, insbesondere was die Grenzregelungen in der Provinz Luxemburg und in Limburg betraf. Zwar wurde 1831 das sogenannte „XXIV Artikel-Protokoll“ erstellt – ein Friedensvorschlag der Großmächte –, doch Wilhelm I. lehnte es ab. Erst 1838 erklärte er sich zur Annahme bereit, was jedoch nun auf belgischer Seite für Unmut sorgte.
Als König Wilhelm I. 1838 plötzlich bereit war, den Vertrag der XXIV Artikel zu akzeptieren, bedeutete das aus Sicht des Deutschen Bundes die Aufgabe von Gebietsansprüchen in Luxemburg und Limburg – was nicht mit den Interessen des Bundes vereinbar war. Der Bund legte deshalb Protest ein, insbesondere gegen die geplante Teilung Luxemburgs. Am stärksten opponierte Preußen, das im Rahmen des Deutschen Bundes das militärische Gewicht stellte und sich gegen eine französisch-belgische Einflussnahme in den deutschen Westen wehrte. Die Spannungen erhöhten sich so sehr, dass zeitweise ein offener Konflikt zwischen Belgien (unter französischem Schutz) und dem Deutschen Bund nicht ausgeschlossen war – ein Grund, warum die Londoner Konferenz von 1838–1839 besonders dringlich wurde.

## Beschlüsse

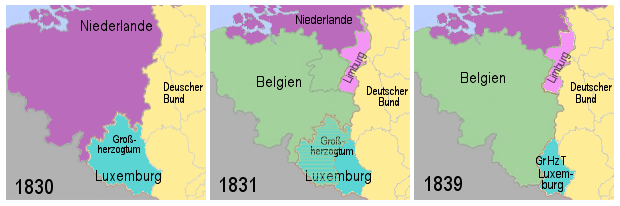
Das neugeschaffene Herzogtum Limburg und das nun geteilte Großherzogtum Luxemburg verblieben infolge der Konferenz in Personalunion beim niederländischen König und wurden Teil des Deutschen Bundes.

Die Londoner Konferenz von 1838–1839 führte zu einem völkerrechtlich verbindlichen Vertrag zwischen dem Königreich Belgien und dem Königreich der Niederlande. Dabei griffen die fünf europäischen Großmächte – Großbritannien, Frankreich, Preußen, Österreich und Russland – vermittelnd ein und setzten auf diplomatischem Wege die sogenannte „XXIV Artikel“-Lösung durch, die ursprünglich bereits 1831 formuliert worden war. Der wichtigste Beschluss war die Anerkennung Belgiens als unabhängiger und dauerhaft neutraler Staat. Diese Neutralität wurde von allen Großmächten garantiert und auferlegt und sollte künftig ein friedliches Gleichgewicht im westlichen Europa sichern.
Territorial wurde Belgien verpflichtet, Teile der Provinzen Luxemburg und Limburg an die Niederlande abzutreten. Luxemburg wurde in zwei Teile gespalten: Der westliche Teil ging an Belgien, während der östliche Teil als selbstständiges Großherzogtum weiterhin in Personalunion mit den Niederlanden verbunden blieb und gleichzeitig ein Mitglied des Deutschen Bundes blieb. Auch Limburg wurde teilweise Belgien zugeschlagen, während der östliche Teil ebenfalls bei den Niederlanden verblieb. Mit dem am 19. April 1839 unterzeichneten Vertrag wurde dieser Grenzverlauf völkerrechtlich festgelegt. Sowohl Belgien als auch die Niederlande erklärten sich bereit, die vereinbarten Regelungen dauerhaft anzuerkennen. Der Deutsche Bund, der insbesondere in Bezug auf Luxemburg Interessen geltend machte, stimmte dem Kompromiss nur zögerlich zu.

## Folgen

Der Grenzbereich zwischen dem Deutschen Reich, den Niederlanden, Belgien und Luxemburg blieb weitestgehend unberührt bis zum Ersten Weltkrieg.

Die Folgen der Londoner Konferenz von 1839 waren für das europäische Staatensystem des 19. Jahrhunderts von großer Bedeutung. Zunächst wurde durch den Vertrag ein mehrjähriger Konflikt zwischen Belgien und den Niederlanden beigelegt und damit ein möglicher Krieg im westlichen Mitteleuropa abgewendet. Die Anerkennung Belgiens als unabhängiger Staat stabilisierte die politische Ordnung in der Region und war ein diplomatischer Erfolg der Großmächte, die ihre jeweiligen Interessen durch ein Gleichgewicht der Kräfte gewahrt sahen.
Besonders folgenreich war die im Vertrag festgelegte Neutralität Belgiens. Diese wurde zu einem zentralen Element der internationalen Ordnung in Westeuropa und galt bis zum Ersten Weltkrieg als unantastbar. Als das Deutsche Reich 1914 dennoch in Belgien einmarschierte, führte die Verletzung dieser Neutralität unmittelbar zur Kriegserklärung Großbritanniens an Deutschland – ein deutliches Zeichen für die langfristige Bedeutung des Londoner Vertrags. Auch die im Vertrag festgelegten Grenzen haben sich in großen Teilen bis heute erhalten, wodurch die Konferenz nicht nur ein historisches Friedenswerk, sondern auch ein territoriales Fundament der modernen Benelux-Staaten schuf.